# Інгеборга Барц
І́нгеборга Барц (нім. Ingeborg Barz; нар. 2 липня 1948, Західний Берлін, Федеративна Республіка Німеччина — пом. ?) — західнонімецька терористка, членкиня ліворадикальної терористичної організації «Фракція Червоної Армії» (RAF).

## Життєпис
З 1970 року працювала секретаркою у Західному Берліні, де у 1971 році стала співзасновницею анархістської групи солідарності ув'язнених «Чорна допомога» (нім. Schwarze Hilfe). Підтримувала «Рух 2 червня», аж поки разом з Вольфгангом Грундманном не була залучена Гудрун Енслін до «Фракції Червоної армії» восени 1971 року.
21 лютого 1972 року взяла участь у нальоті на банк в Людвігсгафені-на-Рейні, під час якого було викрадено 280 000 німецьких марок, а також пограбуванні ще одного банку в Берліні наприкінці того ж місяця.

### Зникнення
Інгрід Зіпманн, членкиня «Руху 2 червня», підозрювала Барц в роботі на Федеральну службу захисту конституції Німеччини. В день пограбування банку у Людвігсгафені-на-Рейні Барц зателефонувала матері, якій заявила, що хоче покинути RAF. Натомість на зв'язок більше не виходила.
Гергард Мюллер, колишній член RAF, навесні 1975 року свідчив у в'язниці, що Андреас Баадер вбив Барц, вистріливши їй у шию незадовго до свого арешту в 1972 році, побоюючись, що вона може зрадити угруповання. За словами Мюллера, трьома роками раніше він і Гольгер Майнс шукали місце поблизу Гернсгайма, «де мала бути похована ліквідована Інгеборга Барц», яку вбили Баадер, Майнс та Ян-Карл Распе. За свідченнями Мюллера, Баадер сказав йому, що тіло було роздягнуте, а дорожню сумку з її одягом відвезли на конспіративну квартиру у Франкфурті. Цю версію також підтверджував лист до Баадера іншого члена «Руху 2 червня», Гьотца Тільгенера, перехоплений поліцією.
Пізніші пошуки тіла в лісі поблизу Гернсгайму, де, як підозрювали, тіло Барц було поховане, виявилися безуспішними. У липні 1973 року в лісі Гьогенкурхен на південь від Мюнхена знайшли скелетоване жіноче тіло, досліджене ретельніше у 1975 році після заяви Мюллера. Методом зіставлення світлових зображень були виявлені збіги з Барц, однак така ідентифікація тіла виявилася суперечливою, до того ж знайдена загибла не мала пошкоджень вогнепальною зброєю.
Із часом членкиня RAF Інга Гогштайн заперечила версію про те, що Барц була убита Баадером. Вона заявила, що бачила її в пабі в Гамбурзі навесні 1975 року, а сама Барц померла в тому ж році через важку хворобу.
Гудрун Енслін під час свого ув'язнення також стверджувала, що «за необхідністю може навіть довести», що Баадер не стріляв у Барц.
У 1974 році відбитки пальців Інгеборги Барц було знайдено на коробці протизаплідних пігулок у готелі в Белфасті, проте невідомо, чи були вони залишені в той момент, чи раніше. Німецький юрист, журналіст і письменник Бутц Петерс із посиланням на Федеральне управління кримінальної поліції Німеччини припускав, що Барц втекла до Іраку і проживає там під новим ім'ям.